# Schloss Větrov

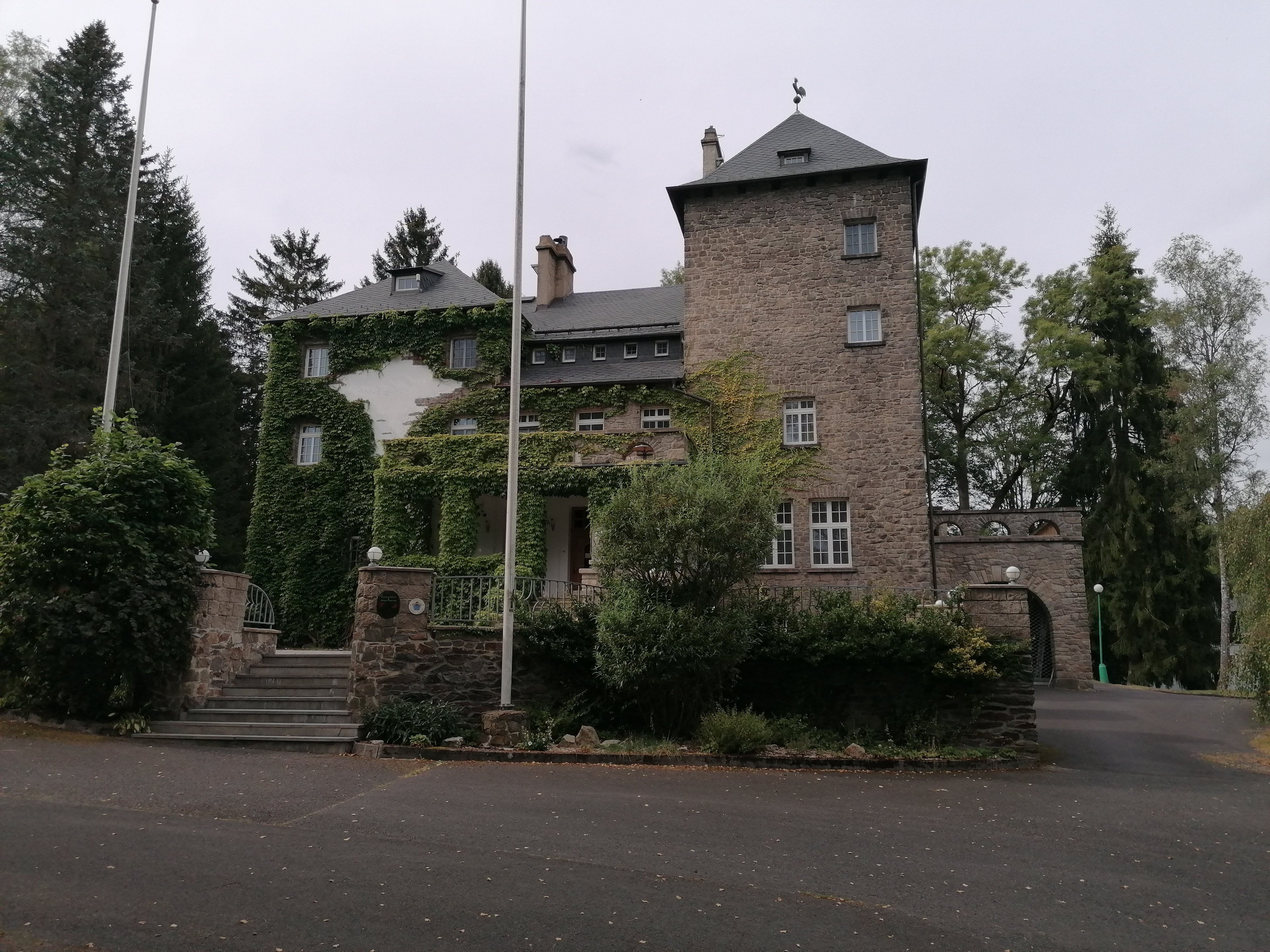
Schloss Větrov (Villa Jäger), Zustand September 2024

Das „Schloss“ Větrov (deutsch Villa Jäger) ist eine Villa in der Gemeinde Krásná im Okres Cheb in Tschechien. Sie wurde 1856 für den Unternehmer Georg Jäger errichtet und diente zeitweise als Hotel. Die gegenwärtige Nutzung ist nicht bekannt (Stand: Februar 2025).

## Geographie
Die Villa befindet sich 150 m westlich der Straße von Aš nach Hranice in der Siedlung Větrov  im Tal des Widembaches, einem linken Zufluss des Ašský potok (Äsch), in der Ašská vrchovina (Ascher Bergland). Südöstlich erhebt sich der Háj (Hainberg, 758 m n.m.).
Umliegende Orte sind Smrčina im Norden, Marak im Nordosten, Dolní Paseky im Osten, Aš im Süden, Krásná im Südwesten, Ängerlein und Černý Luh  im Westen sowie Kamenná im Nordwesten.

## Geschichte
Im unteren Tal des Widembaches befand sich bis zur Mitte des 19. Jahrhunderts lediglich die Fuchsmühle bzw. Schützenlohmühle. Unterhalb der Mühle durchquerte die "Sorger Straße" in Serpentinen das Tal. Bei der Mündung des Baches bestanden an der Äsch mit der Jäckelmühle (mit einer Weißgerberwalke) und der Rothen Mühle (mit einer Weißgerber- und einer Tuchmacherwalke) zwei weitere Mühlen.
In den Jahren 1852 bis 1853 ließ der Unterschönbacher Färbereibesitzer Georg Jäger unterhalb der Sorger Straße im Widembachtal eine neue Färberei errichten. 1856 ließ Jäger über der Fuchsmühle eine repräsentative Villa für seine große Familie erbauen. Zu den 13 Kindern von Georg und Johanna Jäger gehörte der Physiker Gustav Jäger. 
Gegenüber der Fabrik entstand in den 1890er Jahren an der Sorger Straße auf dem Grund des Gutes Sorg das Gasthaus "Jägerhaus". 1914 wurde die Färberei Jäger Teil der Vereinigten Ascher Färbereien G.m.b.H., die 1922 in eine Aktiengesellschaft umgewandelt wurde.
Nach dem Ende des Zweiten Weltkriegs wurde die Familie Jäger 1946 enteignet und vertrieben. Die verstaatlichte Färberei wurde später Teil des Unternehmens TOSTA Aš; die Fabrikantenvilla diente als Kinderheim. Nach der Samtenen Revolution wurde die Fabrik stillgelegt und am 27. Juni 2013 gesprengt. Die Villa Jäger wurde zeitweise als Hotel genutzt.

## Bauwerk
Die Villa wurde im englischen Neorenaissancestil als Fabrikantenwohnsitz errichtet. Die Außenhaut besteht aus unverputztem Bruchsteinmauerwerk, 
In der zweiten Hälfte des 20. Jahrhunderts war darin ein Kinderheim untergebracht. Die Kinderbuchautorin Markéta Zinnerová machte das Heim 1979 zum Handlungsort ihres später verfilmten Jugendromans Indiáni z Větrova (Die Indianer von Větrov). Nach der Auflösung des Heimes wurde das Bauwerk zwischen 2002 und 2005 saniert und zum Schlosshotel umgenutzt.